# Disney Magical World
Disney Magical World (デ ィ ズ ニ ー マ ジ ッ ク キ ャ ッ ス ル マ イ ・ ハ ・ ラ イ フ, Dizunī Majikku Kyassuru: Mai Happī Raifu , Disney Magic Castle: My Happy Life) — видеоигра от Nintendo в жанре симулятора жизни. Игра была выпущена в Японии 1 августа 2013 года, в Северной Америке 11 апреля 2014 года и в Европе 24 октября 2014 года.

## Геймплей
В игре представлены 4 основные сюжетные линии: одна в мире Золушки, одна в Стране чудес, одна в Лесу Сотни Акров и одна в Аграбе. Их можно выполнять в любом порядке и от игрока требуется помочь главным героям каждого мира, сражаясь с призраками в подземельях.

## Критика
| Сводный рейтинг | Сводный рейтинг |
| Агрегатор       | Оценка          |
| --------------- | --------------- |
| GameRankings    | 75,24 %         |
| Metacritic      | 71/100          |

Disney Magical World получил в основном положительные отзывы, набрав 71/100 на Metacritic. Nintendo World Report присудил игре 8,5 из 10, высоко оценив широкий спектр действий и игровой процесс, однако отметил, что долгое время загрузки прерывает ход игры. Game Revolution поставил игре 3 из 5, отметив, что игра «набита персонажами и предметами коллекционирования», и раскритиковав повторяющиеся задачи.
По состоянию на 31 марта 2014 года было продано 500 000 копий игры.

## Голосовой состав
- Брет Иван — Микки Маус
- Русси Тейлор — Минни Маус
- Тони Ансельмо — Дональд Дак
- Тресс МакНил — Дейзи Дак и Чип
- Билл Фармер — Гуфи и Плуто
- Кори Бертон — Дейл